# Billingham (stacja kolejowa)
Billingham (ang: Billingham railway station) – stacja kolejowa w miejscowości Billingham, w hrabstwie Durham, w Anglii. Stacja znajduje się na Durham Coast Line i jest obsługiwana przez Northern Rail, który zapewnia wszystkie przewozy pasażerskie. Stacja obsługuje ok. 75 062 pasażerów rocznie (dane za rok 2021/2022).
Wyposażenie stacji zostały niedawno ulepszone; zamontowano nowe, pełne oświetlenie peronu i monitoring. System zapowiedzi głosowych został odnowiony wraz z nagranymi zapowiedziami pociągów.

## Historia
Stacja jako nowoczesny przystanek została otwarta w poniedziałek, 7 listopada 1966, aby zastąpić oryginalną, większą i wspanialszą stację miasta znajdującą się dalej na zachód w stronę Norton. Ta została zamknięta dzień wcześniej, a następnie zburzona w roku 1970. Była położona tuż przy przejeździe kolejowo-drogowym w ciągu drogi A19. Na miejscu pierwotnej stacji pozostał jedynie semafor i kładka. Nowa stacja Billingham został wyposażona w hol kasowy, poczekalnię, toalety i biura przesyłek. Urządzenia te zostały zlikwidowane, gdy stacja została zredukowana do przystanku kolejowego pod koniec lat 60. Budynek dworca z 1966 nadal stoi i służy jako biura dla lokalnej firmy taksówkowej Binks Taxis.

## Linie kolejowe
- Durham Coast Line